# Cantone di Bourgueil
Il Cantone di Bourgueil era una divisione amministrativa dell'arrondissement di Chinon.
A seguito della riforma approvata con decreto del 18 febbraio 2014, che ha avuto attuazione dopo le elezioni dipartimentali del 2015, è stato soppresso.

## Composizione
Comprendeva i comuni di:
- Benais
- Bourgueil
- La Chapelle-sur-Loire
- Chouzé-sur-Loire
- Continvoir
- Gizeux
- Restigné
- Saint-Nicolas-de-Bourgueil